# Pet Society
Pet Society (en español: Sociedad de mascotas) fue un videojuego de tiempo real, desarrollado por 'PlayFish'. El juego estaba disponible mediante el sitio web de las redes sociales Facebook, MySpace, Bebo y Cyworld. Permitía a los miembros criar a mascotas virtuales: alimentar, limpiar, alegrar, jugar y visitar amigos, ellos mismos podían comprar sus mascotas y enviar mensajes. Desde su lanzamiento desde 2007, la aplicación se convirtió en el juego más popular de Facebook con 5,601,194 usuarios activos mensuales.

## Uso del juego
El jugador personalizaba su mascota antes de cuidarla. Creada la mascota, podía ir avanzando niveles y ganando monedas con diversas actividades, como baños, sesiones de ejercicio, salidas a pescar y visitas a otras mascotas. También se podía ir de compras con Pet Coins o PlayFish Cash.

## Niveles (Levels)
A medida que el jugador progresaba en el juego iba ganando experiencia y subiendo de nivel. Se subía de nivel cuidando de las mascotas: limpiando, comprando y haciendo carreras, entre otras muchas cosas. Una vez que un jugador ganaba la experiencia suficiente, subía al siguiente nivel. En agosto de 2010, Pet Society introdujo nuevos niveles (desde el nivel 47 hasta el nivel 100).

## Mascotas
Se podían adoptar mascotas, las cuales eran inicialmente la cabeza de un animal pero que al crecer se volvían animales.

## Monedas
Había dos tipos de monedas en Pet Society: Pet Society Coins y PlayFish Cash. 
- Las Pet Society Coins eran la moneda principal en Pet Society. Se utilizaban para comprar ropa, comida, cosas (muebles), accesorios, etc. Los jugadores podían ganar monedas realizando actividades dentro del juego o con dinero real.
- Por su parte, PlayFish Cash se utilizaba para comprar artículos exclusivos o especiales. Un usuario obtenía PlayFish Cash cuando alcanzaba un nuevo nivel. Sin embargo, el método más común de ganar PlayFish Cash era comprándolo a través de PayPal, Todito Cash, etc. con dinero real.

## Pet Society: Vacation
Pet Society Vacation fue la secuela de Pet Society lanzada en 2009 por PlayFish y licenciada por Electronic Arts. Incluía mejoras y nuevas características. Fue cerrada en 2011 para dar más espacio a otras aplicaciones.

## Final
De acuerdo con el foro en línea oficial de Pet Society, el juego fue retirado el 17 de junio de 2013 para destinar recursos a otros juegos de Electronic Arts. Desde entonces, algunos jugadores se han quejado porque perdieron sus cuentas, tiempo y dinero real invertido en ellas.
El juego estaba programado para cerrar el 14 de junio de 2013, pero el servidor estuvo disponible durante 3 días más, hasta el 17 de junio.